# Cristián de la Fuente

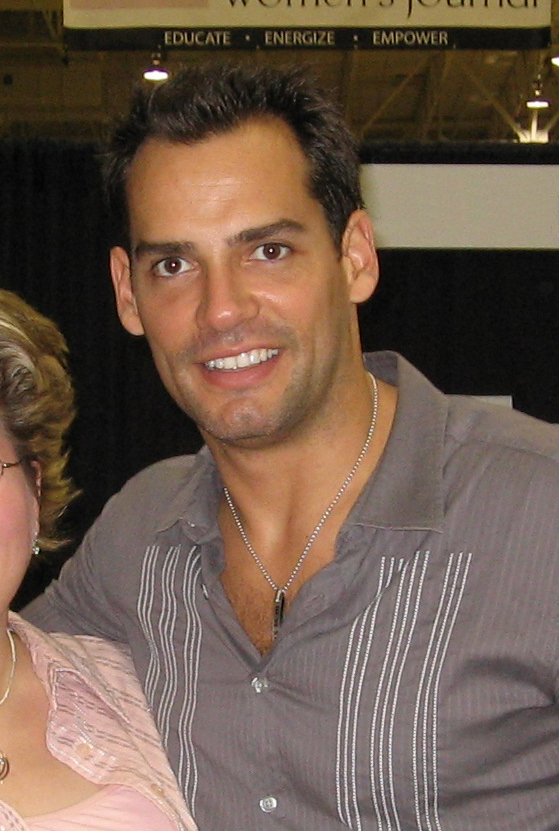
Cristián de la Fuente

Cristián de la Fuente Sabarots (* 10. März 1974 in Santiago de Chile, Chile) ist ein chilenischer Schauspieler.

## Leben
Cristián de la Fuente ist der Sohn eines Chemikers und einer Hausfrau. Er studierte an der Pontifical Catholic University in Puerto Rico Maschinenbau. In seiner Freizeit war er sportlich sehr aktiv und spielte in seiner Freizeit Tennis, ging Boxen und fuhr Ski. Dabei wurde von einem Agenten entdeckt, woraufhin Cristián de la Fuente zunächst begann als Model zu arbeiten. Später kamen kleinere Rollen und Gastauftritten in Fernsehserien und Filmen hinzu.
Der internationale Durchbruch gelang ihm 2001 in dem Film Driven. Unter der Regie von Renny Harlin verkörpert er an der Seite von Sylvester Stallone und Burt Reynolds den Rennfahrer Memo Moreno. Im Anschluss an diesen Actionfilm erhielt de la Fuente vermehrt Rollen in US-amerikanischen Produktionen. Zusätzlich ist er in diversen spanischsprachigen Telenovelas zu sehen. Zuletzt spielte er in Devious Maids Ernesto Falta.
Der Schauspieler lebt mit seiner Ehefrau Angélica Castro und der gemeinsamen Tochter (* 2004) in Los Angeles.

## Filmografie (Auswahl)
- 1998: Reyes y Rey (Fernsehserie, 2 Folgen)
- 2001: Driven
- 2002: John Carpenter’s Vampires: Los Muertos
- 2002: Minimal Knowledge
- 2003: Basic – Hinter jeder Lüge eine Wahrheit (Basic)
- 2003–2004: CSI: Miami (Fernsehserie, 6 Folgen)
- 2006–2007: The Class (Fernsehserie, 7 Folgen)
- 2007: Como Ama una Mujer (Miniserie)
- 2007: Psych (Fernsehserie, Folge 2x01)
- 2008: Fuego En La Sangre (Fernsehserie, 9 Folgen)
- 2009: Brothers & Sisters (Fernsehserie, Folge 3x21)
- 2008–2012: In Plain Sight – In der Schusslinie (In Plain Sight, Fernsehserie, 23 Folgen)
- 2009–2010: Corazón Salvaje (Fernsehserie, 135 Folgen)
- 2010–2011: Private Practice (Fernsehserie, 4 Folgen)
- 2011: The Nine Lives of Chloe King (Fernsehserie, 3 Folgen)
- 2012: Amor bravío (Fernsehserie, 166 Folgen)
- 2012: Haven (Fernsehserie, Folge 2x08)
- 2013–2014: Quisiera amarte (Fernsehserie, 160 Folgen)
- 2014: Royal Pains (Fernsehserie, 2 Folgen)
- 2014: Devious Maids – Schmutzige Geheimnisse (Devious Maids, Fernsehserie, 10 Folgen)